# ریچارد کورما
ریچارد کورما (استونیایی: Richard Kuremaa; ۱۲ ژانویهٔ ۱۹۱۲ – ۱۰ ژانویهٔ ۱۹۹۱) بازیکن فوتبال اهل استونی بود.
از باشگاه‌هایی که در آن بازی کرده‌است می‌توان به باشگاه فوتبال تالینا کالو اشاره کرد.
وی همچنین در تیم ملی فوتبال استونی بازی کرده‌است.